# Liz Mitchell
Liz Mitchell (Clarendon (Jamaica), 12 juli 1952) is een Jamaicaans-Britse zangeres. Ze was de originele leadzangeres van Boney M. en heeft dientengevolge al geruime tijd The Voice of Boney M. als status.

## Jeugd
Mitchell is geboren in de parochie van Clarendon, Brits Jamaica. Op elfjarige leeftijd emigreerden Mitchell en haar familie in 1963 naar Londen, Engeland. Haar ouderlijk huis bevond zich in de wijk Harlesden. Eind jaren zestig deed ze auditie voor de musical Hair. Door de auditie kwam ze in Duitsland terecht om mee te spelen in de Berlijnse uitvoering.

## Boney M.
Mitchell kwam min of meer toevallig bij Boney M. terecht: Na vervanging van Donna Summer in de Berlijnse uitvoering van Hair (musical) en een periode als zangeres van de Les Humphries Singers zat ze werkloos thuis. In die tijd werd ze gevraagd om het nieuwe vierde lid te worden van de groep. De groep was tijdens hun allereerste televisie optreden, een optreden voor het Nederlandse Toppop vanwege het succes van de eerste single van Boney M., Baby, do you wanna bump, slechts met z'n drieën  omdat een andere zangeres, Claudja Barry, acuut was opgestapt. Barry kreeg een aardige carrière als disco/soul zangeres.
Mitchell zong samen met Marcia Barrett (vooral achtergrondzang) en producer Frank Farian, die de mannelijke zangstem voor zijn rekening nam, alle Boney M.-hits in. Het laatste optreden van het bekende Boney M. vond plaatst in 1989 tijdens een eenjarige comeback. Er was eerder gestopt in 1986.

## Boney M. featuring Liz Mitchell

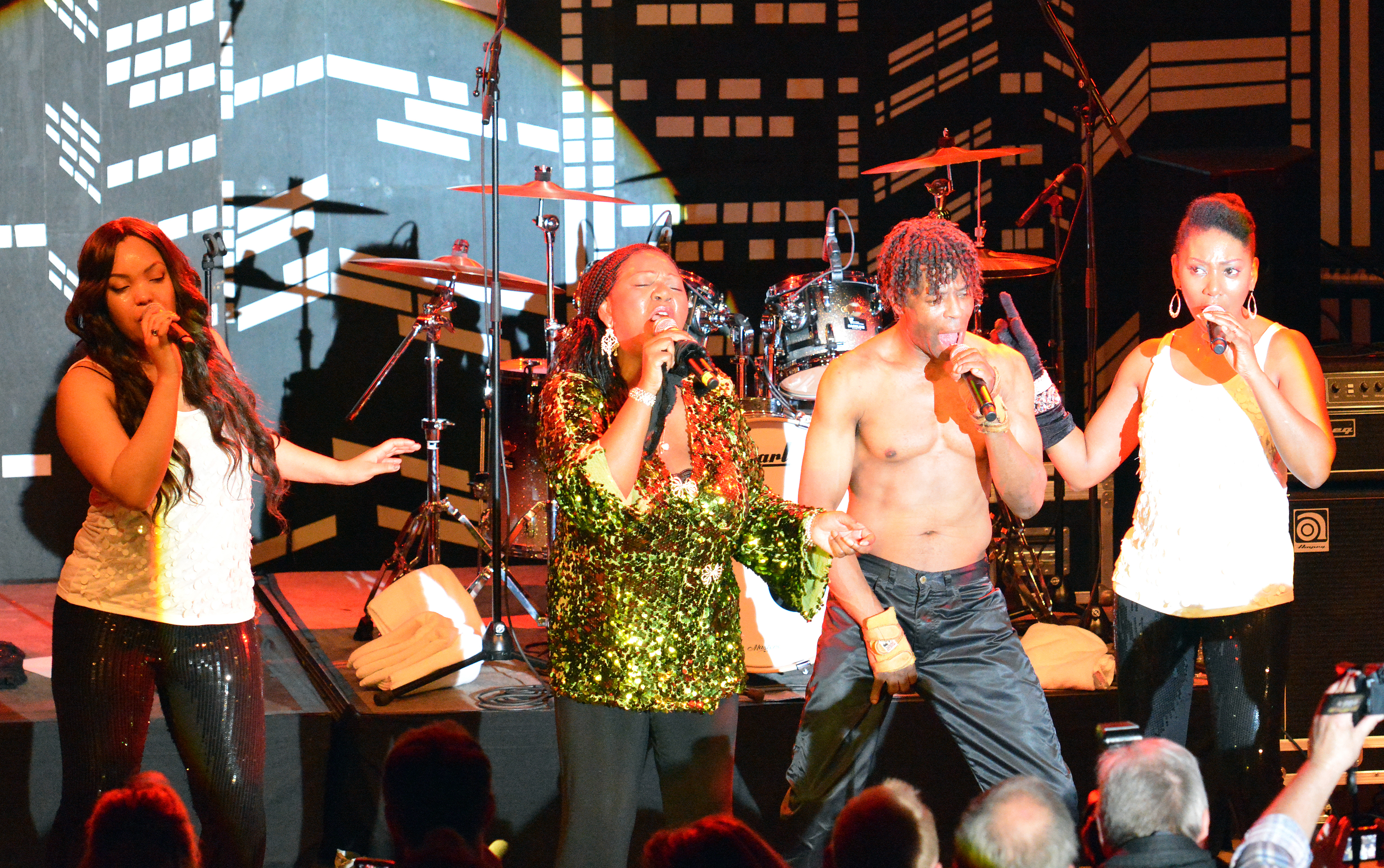
Boney M.featuring Liz Mitchell (2014)

Haar Boney M. Featuring Liz Mitchell die begin jaren negentig aanving is de enige band die door Farian en de platenmaatschappij beschouwd wordt als de authentieke Boney M. ondanks dat deze groep nooit gelanceerd is als het nieuwe Boney M.. Zo hebben haar vooral in het begin wisselende groepsleden geen enkele naamsbekendheid en zingen niet op het sporadisch nieuwe materiaal zoals het door Frank Farian in 2017 onder Boney M. Featuring Liz Mitchell and Friends uitgebrachte kerst album World Music For Christmas. En is het mannelijk lid van Mitchells Boney M., Tony Crashfort, die ondertussen al 30 jaar (sinds 1994) met haar optreedt, nooit gelanceerd als de nieuwe zanger van Boney M. wat in 1982 wel het geval was voor Reggie Tsiboe. De toegevoegde leden staan dan ook op geen enkele verzamel cd hoes. De groep is wel ver verwijderd van een tributeband aangezien Mitchell  met name voor het bekende hit-repetoire te zien is als de zangeres van de Boney M..
Bandlid Bobby Farrell had met de zang op de platen van Boney M. uit hun succesperiode niets te maken, hij fungeerde vooral als danser en boegbeeld. Wel verzorgde Farrell zelf  de minimale vokalen tijdens concerten. Zoals bekend zong ook het derde vrouwelijke lid, Maizie Williams, niet op de platen en daarnaast niet of nauwelijks tijdens concerten. De vier leden werden echter als gelijkwaardig beschouwd en uitsluitend die zijn nog steeds te zien op nieuwe verzamel en remix cd's.
Mitchell had ooit in "De Bravo", een Duits popblad, de mening dat degenen die wel op de platen zingen ook meer betaald moesten worden maar kreeg dat niet ingewilligd omdat de oprichtings statuten geen onderscheid tussen de leden had gemaakt. Overigens waren de platenroyalty's voor de vier minimaal en werd er voornamelijk geïncasseerd via de concerten.
Bij de meeste Boney M. Featuring Liz Mitchell  concerten wordt er voltallig live gezongen. De televisie optredens zijn echter slechts sporadisch voorzien van live zang.

## Solo
Mitchell heeft diverse soloalbums opgenomen waarvan de eerste in 1988. Een succesvolle solo carrière is er echter nooit gekomen. Bij succes was er geen reden voor haar geweest om terug te vallen naar Boney M. In 1988 kwam Boney M. weer bij elkaar. Niet voor lang en uiteindelijk hadden alle leden een eigen Boney M. (de overige leden probeerden ook een solo carrière). Mitchell is wel doorgegaan met uitbrengen van solo materiaal. Zo verscheen in 2004 een versie van The Beatles klassieker Let It Be. En bracht ze het live voor de Koreaanse tv.

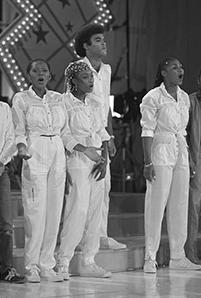
Boney M. 1981 (Liz Mitchell links)